# Pozsaranye (Vrapcsiste)
Pozsaranye (macedónul: Пожаране) település Észak-Macedóniában, a Pologi körzet Vrapcsistei járásában.

## Népesség
| Lakosok száma | 627  | 718  | 601  | 362  | 200  | 75   | 57   | 26   | 28   |
|               | 1948 | 1953 | 1961 | 1971 | 1981 | 1991 | 1994 | 2002 | 2021 |

2002-ben 26 lakosa volt, akik közül 22 macedón és 4 albán.